# Rybnik
Rybnik [rɨbnik] là một thành phố ở miền nam Ba Lan, trong tỉnh Silesia. Rybnik nằm gần biên giới với Cộng hòa Séc và ngay bên ngoài biên giới phía nam của vùng đô thị lớn nhất ở Ba Lan, Liên minh đô thị Thượng Silesia. Rybnik có cự ly khoảng 290 km về phía nam của Warsaw và khoảng 100 km về phía tây của Kraków.
Thành phố Rybnik có dân số khoảng 141.387 người (thời điểm tháng 6 năm 2009). Khu vực Rybnik là một vùng kinh tế quan trọng của Ba Lan.
Thành phố có 141.387 người (bao gồm cả người nước ngoài chiếm 0,03%), mật độ: 955,3 mỗi km ². (thời điểm ngày 30 tháng 6 năm 2009). Rybnik xếp hạng là thành phố lớn thứ 25 của Ba Lan. Rybnik có tỷ lệ thất nghiệp thấp hơn đáng kể (4,6%) so với tỷ lệ trung bình toàn quốc là 8,8% (tính đến tháng 10 năm 2008). Về dân tộc, 88% dân số của Rybnik tuyên bố mình là người Ba Lan, 9% là người Silesia và 3% là "dân tộc khác".
Thành phố Rybnik là trung tâm của một vùng đô thị, các khu vực Rybnik Than (Rybnicki Okręg Węglowy) với dân số 700.000 người. Khoảng cách đến Katowice là khoảng 50 km, và đến Ostrava là khoảng 30 km.